# Мигнинский сельсовет
Мигнинский сельсовет — сельское поселение в Ермаковском районе Красноярского края.
Административный центр — село Мигна.

## Население
| 2010 | 2012  | 2013  | 2014  | 2015  | 2016  | 2017  |
| ---- | ----- | ----- | ----- | ----- | ----- | ----- |
| 1191 | ↘1134 | ↘1102 | ↘1064 | ↗1067 | ↘1034 | ↘1029 |

## Состав сельского поселения
В состав сельского поселения входят 2 населённых пункта:
| № | Населённый пункт | Тип населённого пункта       | Население |
| - | ---------------- | ---------------------------- | --------- |
| 1 | Вознесенка       | деревня                      | ↘36       |
| 2 | Мигна            | село, административный центр | ↘1155     |

## Местное самоуправление
Мигнинский сельский Совет депутатов
Дата избрания: 14.03.2010. Срок полномочий: 5 лет. Количество депутатов: 10
Глава муниципального образования
- И. о. Югов Сергей Владимирович. Дата избрания: 14.03.2010. Срок полномочий: 5 лет